# 130283 Elizabethgraham
130283 Elizabethgraham este o planetă minoră (asteroid), cu un diametru de 5,743 km, din centura de asteroizi. A fost descoperită pe 4 martie 2000 la Lake Tekapo⁠(d) de Nigel Brady⁠(d). 
Obiectul prezintă o orbită caracterizată de o semiaxă mare de 3,1160750857349 UAi, o excentricitate de 0,07, o înclinație de 17,2 ° în raport cu ecliptica.